# 知行合一
知行合一（ちこうごういつ）は、中国の明のときに、王陽明がおこした学問である陽明学の命題のひとつ。知（知ること）と行（行うこと）は同じ心の良知（人間に先天的に備わっている善悪是非の判断能力）から発する作用であり、分離不可能であるとする考え。論語の為政第二にある「先ず其の言を行い、而して後にこれに従う」が元になっている。

## 解説
王陽明は、知って行わないのは、未だ知らないことと同じであることを主張し、知っている以上は必ず行いにあらわれると述べた。真の知行とは「好き色を好むが如く、悪臭を悪むが如し」と説く。例えば、好きな色というものはそれを見た(知った)瞬間に好んでいるのであり、色を見て(知って)から好きになろうと判断するわけではないのである。朱熹の学（朱子学）が万物の理を極めてから実践に向かう「知先行後」であることを批判して主張した。
江戸時代初期の陽明学者である中江藤樹、大阪奉行所与力であった大塩平八郎、幕末の頃の陽明学者や維新の志士たちに大きな影響を与えた。
知行合一は「知は行の始なり、行は知の成るなり（知ることは行為の始めであり、行為は知ることの完成である）」「行動を伴わない知識は未完成である」とも言い表される。